# Бац, Жан де
Жан де Бац (фр. Jean-Pierre de Batz, 26 января 1760, Гуле — 10 января 1822, Шадьё) — французский политик и финансист, депутат Учредительного собрания, противник Французской революции, жизнь и деятельность которого стали основой сюжетов для нескольких приключенческих романов конца XIX—XX веков.

## Биография
Принадлежал к знатному беарнскому роду (первоначально простолюдинам, получившим баронский титул). О его молодости сохранилось мало сведений, но известно, что он получил хорошее образование и с юных лет отличался талантами в области торговли и коммерции. 29 октября 1776 года поступил на службу в королевский пехотный полк. С 1780 года он стал поверенным в делах барона де Бретейля и начал сколачивать себе состояние на различных финансовых спекуляциях, вкладывая деньги в том числе в Ост-Индскую компанию. 10 июня 1788 года, вместе с швейцарским финансистом Этьеном Клавьере, основал первую во Францию компанию, занимающуюся страхованием жизни.
На момент начала Великой Французской революции служил сенешалем Нерока и Альбрэ. Посланный дворянством в собрание государственных чинов, Бац стал членом финансовой комиссии — и горячо восставал против выпуска ассигнаций. Противник всех революционных мер, Бац подписал в 1791 году протест против действий Национального собрания, вследствие чего должен был бежать, но вскоре тайно вернулся обратно в Париж.
В это время начался процесс Людовика XVI — и Бац с тех пор задался одной мыслью: освободить короля и его семейство. С этой целью он предпринял целый ряд попыток, стараясь возбудить в обществе симпатию к королю и пытаясь образовать заговор в его пользу. Когда после вынесения королю смертного приговора колесница с ним проезжала мимо Сен-Дени к эшафоту, Бац вместе с несколькими своими приверженцами бросились вперёд с криком: «A nous, Français! A nous ceux qui veulent sauver leur roi» (К нам, французы! К нам, кто хочет спасти своего короля!), но воззвание осталось без отклика, а двое из его приверженцев были тут же убиты. Бац скрылся, но не оставил своих замыслов. Спустя некоторое время ему удалось проникнуть в Тампль, где содержались дофин и королева, он подкупил и уговорил помочь ему человек тридцать из стражи, и было договорено, что в определённую ночь пленники будут выведены переодетыми из тюрьмы. Но неожиданные новые распоряжения тюремного начальства расстроили всё дело. Вскоре затем Мария-Антуанетта была переведена в Консьержери, и Бац ещё раз попытался привести в исполнение свои замыслы, но опять неудачно. Наконец, Эли Лакост произнёс против него в Конвенте длинную обвинительную речь — и голова Баца была оценена. Он был принуждён оставить Францию и бежал в Англию, но в скором времени вернулся. Вновь оказавшись во Франции, он находился в подполье и, как предполагается, участвовал в ряде заговоров, в том числе по ликвидации Ост-Индской компании. Летом 1793 года, по некоторым сведениям, бежал в Швейцарию; его точное местонахождение с середины 1793 по осень 1795 года достоверно не установлено.
Вернулся во Францию 25 октября 1795 года, где был арестован и заключён в тюрьму, но спасён друзьями. После переворота 1797 года укрылся в Оверни, где купил замок, однако вскоре был обнаружен и арестован, но во время этапирования в Лион бежал и укрылся в Швейцарии. В Париж вернулся уже при Наполеоне, не подвергался преследованиям и отказался от политической деятельности. После Реставрации Бурбонов в знак признания его прошлых заслуг был назначен маршалом и кавалером ордена святого Людовика (был лишён его в период «Ста дней» Наполеона). Бац умер в своём замке Шадьё, на берегу Аллье.